# Scoloplos fimbriatus
Scoloplos fimbriatus är en ringmaskart som beskrevs av Hartman 1957. Scoloplos fimbriatus ingår i släktet Scoloplos och familjen Orbiniidae. Inga underarter finns listade i Catalogue of Life.